# Ernst Friedrich Wrede
Ernst Friedrich Wrede (auch: Ernst Georg Friedrich Wrede; Erhard Georg Friedrich Wrede; Karl Friedrich Wrede;  * 4. März 1766 in Cantreck (Pommern); † 13. Juni 1826 in Königsberg (Preußen)) war ein deutscher evangelischer Theologe, Naturforscher, Mathematiker, Physiker, Geologe und Mitbegründer des Aktualismus.

## Biographie
Über Wredes Herkunft und Bildungsweg ist nichts Verlässliches bekannt. Es wird vermutet, dass er aus einem dort ansässigen Adelsgeschlecht stammte und dass er in Greifswald, Halle und Berlin studiert hatte. Er war erst Pfarrer in Jasenitz in Vorpommern, erhielt 1797 den Professorentitel (mit einer Zusage einer Anstellung in Berlin) und war dann Professor am Friedrich-Wilhelm-Gymnasium in Berlin. Am 16. Januar 1801 wurde er Ehrenmitglied der Gesellschaft Naturforschender Freunde zu Berlin. 1806 folgte er einem Ruf als Professor der Mathematik und Physik an der Universität Königsberg. Hier beteiligte er sich auch an den organisatorischen Aufgaben der Hochschule und war im Sommersemester 1810, sowie 1822, Prorektor der Alma Mater. In der Zeit der preußischen Bildungsreform war er zeitweise Mitglied  der 1810 gegründeten Wissenschaftlichen Deputation in Königsberg, die das Bildungswesen im Sinne des Neuhumanismus umgestalten sollte.
Am bedeutendsten und wegweisend ist die Arbeit Geologische Resultate aus Beobachtungen über einen Theil der südbaltischen Länder, der er eine umfangreiche und systematische Darstellung der Grundprinzipien des Aktualismus in der Geologie voranstellte.

## Werke
- Antilogie des Realismus und Idealismus. Halle 1791[1]
- Geologische Resultate aus Beobachtungen über einen Theil der südbaltischen Länder. Halle 1794[2]
- Kurzer Entwurf der Naturwissenschaft für den ersten systematischen Unterricht, mit besonderer Hinsicht aufs gemeine Leben. Berlin 1801[3]
- Über die Anwendbarkeit und Nützlichkeit der Hagelableiter. Berlin 1801[4]
- Über die Excentricität des Schwerpunkts der Erde in physisch-geographischer und geologischer Hinsicht. Berlin 1801[5]
- Beobachtung einer durch das Mondlicht bewirkten optischen Erscheinung in den Dünsten der Atmosphäre. Berlin 1801[6]
- Über den sogenannten fliegenden Sommer. Berlin 1801[7]
- Bemerkungen über ein an den Ringmauern von Berlin beobachtetes optisches Phänomen. Halle 1802[8]
- Über die Gebirgs-Trümmer an der Stelle einer vorgeblichen, auf der Nordküste Usedoms von der See verschlungenen Stadt Vineta, in geologischer Hinsicht. 1. und 2. Teil. Gotha 1802[9]
- Über die Gebirgs-Trümmer an der Stelle einer vorgeblichen, auf der Nordküste Usedoms von der See verschlungenen Stadt Vineta, in geologischer Hinsicht. 3. Teil. Gotha 1802[10]
- Kritische Bemerkungen über einige neuere Hypothesen in der Hygrologie. Halle 1803[11]
- Kritische Bemerkungen über die neuern Hypothesen, wodurch man die unter dem Namen der Feuerkugeln bekannten Lufterscheinungen zu erklären sucht. Halle 1803[12]
- Darstellung des bisherigen Erfolgs aller neuern Untersuchungen, sowohl über die Natur, als auch über den Ursprung sogenannter Meteorgesteine, Feuerkugeln und Sternschnuppen. Berlin 1803[13]
- Geognostische Untersuchungen über die Südbaltischen Länder, besonders über das untere Odergebiet. Berlin 1804[14]
- Versuch einer Beantwortung der Preisfrage der Berliner Academie: Wirkt die Elektricität auf Stoffe, die gähren und wie? Befördert oder hindert sie die Gährung, und verändert sie die Produkte derselben? Wie liesse sich durch die elektrische Materie die Kunst Wein zu machen, das Bier- und Essigbrauen, und das Destillieren des Weingeistes vervollkomnen? Berlin 1804
- Beobachtung zweier merkwürdigen optischen Erscheinungen in den Dünsten der Atmosphäre. Halle 1804[15]
- Beobachtung des Nordlichts am 22sten October. Halle 1804[16]
- Wird beim Schalle Wärme frei? Halle 1804[17]
- Versuch einer Erklärung von dem Steigen des Wassers im Stoßheber, (Belier hydraulique,) nach bekannten Gesetzen der Mechanik. Halle 1805[18]
- Erklärung des Prof. E. F. Wrede in Berlin, seine Theorie des Stoßhebers betreffend. Halle 1805[19]
- Berechnungen und fernere Bemerkungen über das grosse Nordlicht vom 22sten October 1804. Halle 1805[20]
- J. B. Lamarck‘s Hydrogeologie oder Untersuchung über den Einfluss des Wassers auf die Veränderung der Erdoberfläche. Berlin 1805[21]
- Anfangsgründe der Naturgeschichte, nach dem neuesten Zustande dieser Wissenschaft. Berlin 1806[22]
- De calculo infinibilis argumento mere analytico. Teil I und II. Königsberg 1808
- Mineralogisch-geognostische Bemerkungen über die ostpreussische Provinz Samland. Königsberg 1811[23]
- Nachtrag zu einer Anmerkung, über den Ursprung und die Bedeutung des samländischen Eigennamens Palmnicken. Königsberg 1811[24]
- Grundriss einer Theorie des Stosshebers, nach Maasgabe der höhern Mechanik entworfen. Berlin 1815[25]
- Gründliche Darstellung der Differenzial- und Integral-Rechnung nach der eigenen Idee ihres Erfinders. Königsberg 1817[26]
- Naturwissenschaftliche Bemerkungen in Beziehung auf die Provinz Preußen. Königsberg 1819[27]
- Über die Festigkeit der alten Mauerwerke in der Provinz Preußen. Königsberg 1819[28]

## Sekundärliteratur
- Georg Christoph Hamberger, Johann Georg Meusel (1800): Wrede (E. G. F.). In: Das gelehrte Teutschland oder Lexikon der jetzt lebenden teutschen Schriftsteller. 5. Ausgabe. Band 8. Lemgo (Meyer). S. 624. .
- Johann Georg Meusel (1812): Wrede (C. F., nicht E. G. F.). In: Das gelehrte Teutschland oder Lexikon der jetzt lebenden teutschen Schriftsteller. 5. Ausgabe. Band 16. Lemgo (Meyer). S. 281–283. .
- Johann Wilhelm Sigismund Lindner, Johann Samuel Ersch (1827): Wrede (E. G. F. lies: Ernst G. Friedrich). In: Das gelehrte Teutschland oder Lexikon der jetzt lebenden teutschen Schriftsteller. 5. Ausgabe. Band 21. Lemgo (Meyer). S. 710–711. .
- Johann Christian Poggendorff (1863): Wrede, Karl Friedrich. In: Biographisch literarisches Handwörterbuch der exakten Naturwissenschaften. Band 2 (M–Z). Leipzig (Barth). Spalte 1369. .